# Täby köping
Denna artikel handlar om den tidigare kommunen Täby köping. För dagens kommun, se Täby kommun.
Täby köping var en köping och kommun i Stockholms län.

## Administrativ historik
Täby köping bildades 1 januari 1948 (enligt beslut den 24 oktober 1947) genom en ombildning av Täby landskommun, där Täby municipalsamhälle funnits sedan 1927. Den 1 januari 1947 (enligt beslut den 9 november 1945), ett år innan ombildningen, tillfördes Lahäll med 381 invånare och omfattande en areal av 0,47 km², varav allt land, från Danderyds köping och Danderyds församling. Den nya köpingen hade 9 170 invånare den 31 december 1947. Enligt beslut den 6 augusti 1948 skulle samtliga av stadsstadgorna gälla inom köpingen. Täby köping påverkades inte av kommunreformen den 1 januari 1952.
Den 1 januari 1956 överfördes från Österåkers landskommun och Östra Ryds församling till Täby köping och församling ett område (Vågsjö) med 14 invånare och omfattande en areal av 2,88 km², varav 2,45 km² land.
Täby köping ombildades 1 januari 1971 till Täby kommun.

### Kyrklig tillhörighet
I kyrkligt hänseende tillhörde köpingen Täby församling.

## Köpingvapen
Blasonering: I blått fält ett korsat kors med avrundade armar av silver.
Täby kommunvapens förebild är ett kors inristat på den så kallade Risbylestenen (Upplands runinskrifter 161), en av kommunens runstenar. Vapnet fastställdes år 1937 för Täby municipalsamhälle. Det övertogs av köpingen 1948 och av kommunen 1971. Det registrerades av den sistnämnda hos PRV år 1974.

## Geografi
Täby köping omfattade den 1 januari 1952 en areal av 63,15 km², varav 57,84 km² land. Efter nymätningar och arealberäkningar färdiga den 1 januari 1955 omfattade köpingen den 1 januari 1961 en areal av 65,82 km², varav 60,41 km² land.

### Tätorter i köpingen 1960
| Tätort                | Folkmängd |
| --------------------- | --------- |
| Roslags Näsby, del av | 18 931    |
| Täby station          | 1 852     |

Tätortsgraden i köpingen var den 1 november 1960 98,3 procent.

## Befolkningsutveckling
| Befolkningsutvecklingen i Täby köping 1950–1970 | Befolkningsutvecklingen i Täby köping 1950–1970 | Befolkningsutvecklingen i Täby köping 1950–1970 | Befolkningsutvecklingen i Täby köping 1950–1970 | Befolkningsutvecklingen i Täby köping 1950–1970 |
| --- | ----------------------------------------------- | ----------------------------------------------- | ----------------------------------------------- | ----------------------------------------------- |
| |                                                 |                                                 |                                                 |                                                 |
| År |                                                 |                                                 | Folkmängd                                       |                                                 |
| 1950 | 1950                                            |                                                 | 10 305                                          |                                                 |
| 1955 | 1955                                            |                                                 | 13 053                                          |                                                 |
| 1960 | 1960                                            |                                                 | 21 144                                          |                                                 |
| 1965 | 1965                                            |                                                 | 29 578                                          |                                                 |
| 1970 | 1970                                            |                                                 | 38 448                                          |                                                 |
| Anm: 1950 avser befolkning enligt folkräkning den 31 december enligt den administrativa indelningen den 1 januari 1952. 1955 avser den kyrkobokförda befolkningen den 31 december enligt den administrativa indelningen den 1 januari följande år. 1960 & 1965 avser befolkning enligt folkräkning den 1 november enligt den administrativa indelningen den 1 januari följande år. 1970 avser befolkning enligt folkräkning den 1 november 1970 i det område som köpingen omfattade när den bildade Täby kommun 1 januari 1971. |                                                 |                                                 |                                                 |                                                 |

## Politik

### Mandatfördelning i valen 1950-1966
|  | 14 |  | 10 | 4 |

| 26 |

|  | 14 | 10 | 5 |

| 24 | 6 |

|  | 13 | 2 | 5 | 9 |

| 28 |

|  | 16 | 2 | 9 | 12 |

| 33 | 7 |

|  | 14 | 3 | 10 | 12 |

| 27 | 13 |